# La meta sudante
La meta sudante o Los gladiadores es un cuadro del pintor malagueño José Moreno Carbonero realizado en 1882. Actualmente se encuentra en el Museo de Málaga y tiene unas dimensiones de 296 x 300 cm. 
Esta pintura fue enviada por el artista durante su pensionado en Italia en la Academia Española de Bellas Artes de Roma en el que debía mostrar sus cualidades. Fue mostrado en la Exposición Nacional de Bellas Artes de 1884. Posteriormente, la obra pasó al Museo de Arte Moderno (hoy desaparecido y unificado al Museo del Prado), quien la cedió el 27 de abril de 1940 al Museo de Bellas Artes de Málaga, actual Museo de Málaga, donde ha permanecido desde entonces.

## Representación
Se trata de un tema clásico como son las luchas de gladiadores y su estilo estaría dentro de la denominada pintura académica. La escena representaría a dos gladiadores que están lavando sus manos y refrescándose después de la lucha. El gladiador en pie tiene una postura clásica, parecida al Apoxiomeno de Lisipo. A los pies de ambos se encuentra un yelmo de gladiador con un laurel, símbolo de la victoria, lo que daría por supuesto que estos gladiadores han ganado el combate.
La inscripción que se encuentra sobre el intradós del pilar (A. SVETTI CERTI // AEDILIS FAMILIA GLADIATORIA // PVGNABIT POMPEIS PR. K. IUNIAS // VENATIO ET VELA // ERVNT) pertenece al Corpus Inscriptionum Latinarum (IV, 1189 y 1190, pp. 74 y 75) y se traduce de la siguiente forma: "La compañía de gladiadores del edil A. Suetio Certo combatirá en Pompeya el 31 de mayo. Habrá cacería de fieras y toldos". Esta frase no es escogida al azar, es una pintura real que fue encontrada en una de las paredes de Pompeya, que anunciaba un combate de gladiadores que se iba a producir.